# Regiunile Algeriei
Algeria este împărțită în mai multe regiuni, din punct de vedere cultural, lingvistic, istoric sau geografic. Nici o regiune nu are statut de unitate administrativă în cadrul statului algerian. Pe plan administrativ, Algeria este împărțită în 48 de provincii (wilaya).
Aceasta este lista regiunilor Algeriei:
- Algérois
- Aurès
- Constantinois
- Gourara
- Hauts plateaux
- Hodna
- Hoggar
- Kabylie
- Mzab
- Annabi
- Saoura
- Sud Oranais
- Titteri
- Tell
- Tidikelt
- Trara
- Touat
- Oranie
- Valea Chélif, Dahra și Ouarsenis
- Zibans